# 于爾斯泰因維克
于爾斯泰因維克（挪威語：Ulsteinvik）是挪威西南部默勒-魯姆斯達爾郡于爾斯泰因市镇内的城鎮及其行政中心。距離奧勒松約23公里，面積3.85平方公里，2018年人口5788，人口,密度為每平方公里1,503人。

## 外部連結
- 于尔斯泰因市镇官方网站 （页面存档备份，存于） （挪威文）
- Ulstein Group（页面存档备份，存于）
- Sjøborg Theatre（页面存档备份，存于）
- IL Hødd（页面存档备份，存于） - Major local multi-sport club.
- Fjord1（页面存档备份，存于） - operators of local and regional bus services